# Aspilobapta sylvicola
Aspilobapta sylvicola là một loài bướm đêm trong họ Geometridae.